# Каппа² Волка
Каппа² Волка (лат. κ² Lupi), HD 134482 — одиночная звезда в созвездии Волка на расстоянии приблизительно 182 световых лет (около 55,5 парсеков) от Солнца. Видимая звёздная величина звезды — +5,498m.

## Характеристики
Каппа² Волка — белая звезда спектрального класса A3-A5V, или A3IV, или A0. Масса — около 1,95 солнечной, радиус — около 1,715 солнечного, светимость — около 24,32 солнечных. Эффективная температура — около 8320 K.

## Планетная система
В 2019 году учёными, анализирующими данные проектов HIPPARCOS и Gaia, у звезды обнаружена планета.